# Особовий інфінітив
Особо́вий інфініти́в (порт. infinitivo pessoal, також відмі́нюваний інфініти́в порт. infinitivo flexionado) — дієслівна форма в португальській мові, яка по суті є формою інфінітива, але займає проміжне становище між безособовими формами дієслова (інфінітив, герундій, дієприкметник) та особовими. Має широкий вжиток, як у письмовій мові, так і португальському мовленні. 
З особовими формами дієслова особовий інфінітив ріднить те, що він може вказувати на особу і число суб'єкта дії, але так само, як безособові дієслівні форми, не утворює систему часів і не змінюється за способами.
З історичної точки зору, як стверджував знаний німецький романіст, фахівець з галійсійсько-португальських студій, Йозеф-Марія П'єль у своїй праці «Дієслівна флексія португальської мови (Студія з історичної морфології)» (порт. Flexão verbal do português (Estudo de morfologia histórica), 1944), особовий інфінітив португальської мови походить з кон'юнктива імперфекта активного стану (Imperfectum conjunctivus activi) латини.

## Форми і утворення
Особовий змінюваний (відмінюваний) інфінітив, як і незмінюваний (безособовий) інфінітив португальської мови має 2 форми — просту і складну.
Проста форма особового інфінітива (порт. Infinitivo pessoal presente) утворюється шляхом приєднання до невідмінюваного інфінітива таких закінчень, однакових для всіх дієслів (типового і нетипового відмінювання):
cantar
1. cantar -
2. cantares
3. cantar -
4. cantarmos
5. cantardes
6. cantarem

Складна форма особового інфінітива (порт. Infinitivo pessoal pretérito) утворюється шляхом приєднання до невідмінюваного складного інфінітива тих самих закінчень:
cantar
1. ter - cantado
2. teres cantado
3. ter - cantado
4. termos cantado
5. terdes cantado
6. terem cantado

## Функціонал і вживання
Особовий інфінітив здебільшого виконує ту ж функцію, що й безособовий. Однак у низці випадків його вживання є пріорітетним, а саме:
1. Коли суб'єкт висловлювання не збігається з суб'єктом особового інфінітива: 
| Peço-te para vires agora mesmo. | Прошу прийти тебе зараз же. |
| ------------------------------- | --------------------------- |

2. Коли суб'єкт висловлювання чітко виражений (або розуміється) раніше за інфінітив: 
| Convém vocês irem primeiro. | Вам треба (годиться) йти першими. |
| --------------------------- | --------------------------------- |

| O bom é sempre lembrarmos desta regra. | Добре — завжди пам'ятати (нам) це правило або (Було б) Добре, (аби) ми завжди пам'ятали це правило. |
| -------------------------------------- | --------------------------------------------------------------------------------------------------- |

3. Коли суб'єкт висловлювання лишається невизначеним — у цьому разі вживається особовий інфінітив у 3-й особі множини (тобто за смислом, і можна перекласти — вони, люди, хтось чи ніхто): 
| Faço isso para não me acharem inútil. | Роблю це, щоб мене не вважали непотрібним. |
| ------------------------------------- | ------------------------------------------ |

| Ela não sai sozinha à noite a fim de não falarem mal da sua conduta. | Вона не виходить одна (сама) ввечері, щоб не говорили погано про її поведінку (або щоб ніхто не казав погано про її поведінку). |
| -------------------------------------------------------------------- | --- |

4. Коли особовий інфінітив є дієсловом зворотного (ресипрок) або взаїмного (рефлексив) стану (як і в попередньому випадку ідеться про 3-ю особу множини особового інфінітива): 
| Mandei as meninas olharem-se no espelho. | Я відправив дівчат подивитись (на себе) у дзеркало. |
| ---------------------------------------- | --------------------------------------------------- |

| Fizemos os adversários cumprimentarem-se com gentileza. | Ми змусили противників тепло обійнятися. |
| ------------------------------------------------------- | ---------------------------------------- |

Саме за допомогою особового інфінітива будуються безприйменникові і прийменникові абсолютні інфінітивні конструкції, замінюючи собою додаткові підрядні речення з дієсловом в умовному способі (Modo Conjuntivo/Subjuntivo), причому така заміна є досить популярною у сучасному португальському мовленні.
Складна форма особового інфінітива означає дію, попередню відносно вираженої особовою формою дієслова, в тому ж самому реченні.
Особовий інфінітив є не лише унікальним для романських мов, а й узагалі одним з найоригінальніших і найбільш суперечливих граматичних явищ, притаманних власне тільки португальській мові, причому намагання португальських мовознавців чітко визначити рамки його вживання не підтвердились практикою, тому ідеться радше про узагальнюючі тенденції вживання.
Також варто звернути увагу, що для правильних (регулярних) дієслів форми особового інфінітива збігаються з формами майбутнього кон'юнктива (Futuro do Conjuntivo).